# Ligetszépe (növénynemzetség)
A ligetszépe vagy ligetéke (Oenothera) a ligetszépefélék (Onagraceae) családjának névadó nemzetsége, melybe közel 200 lágy szárú növényfaj tartozik.

## Elterjedésük
A ligetszépefajok Észak- és Dél-Amerika mérsékelt égövi területein, egyes fajok Nyugat-Indiában őshonosak. Európában csak a behurcolásukat követően terjedtek el a 17. században, miközben új, az amerikai kontinensen ismeretlen, hibrid fajok is megjelentek és állandósultak köszönhetően annak, hogy az Újvilágból érkezett ligetszépék között természetes hibridizáció zajlott le, majd az újonnan keletkezett fajok állománya az önmegporzás révén megnőtt, s elkülönült a szülő fajokétól.

## Jellemzésük
Lágy szárú növények, általában két-, ritkán egyévesek vagy évelők. Míg egyes fajoknak karógyökere és egyenesen felfelé növő szára van, addig mások teste szétterülő, gyökérzetük pedig mellékgyökérzetszerű. virágaik aktinomorfak, többnyire nagyok, csésze alakúak, egyedüliként magányosan, több virág esetén hosszúkás, fürtszerű virágzatban állnak a száron. A csésze-, illetve a sziromleveleik száma is négy, szirmaik színe gyakran fehér, sárga, rózsaszínű, illetve vöröses (a magyarországi fajoké sárga). Virágaik jellemzője a vacokcsőnek (latinul hypanthiumnak) nevezett megnyúlt virágtengely, mely a szárnak a csészelevelek eredése alatti szakaszán alakul ki. A vacokcső alsó része kissé kiszélesedik, s ebben helyezkedik el az alsó állású magház, illetve ugyanez úgy is megfogalmazható, hogy a csőszerű virágtengely túlnyúlik a magházon. A ligetszépék vacokcsöve sokszor – sziromleveleikhez hasonlóan – színes (pl. sárga vagy pirosas). Virágporuk ragadós, mivel a pollenszemek ragadós viszcinszálakkal kapcsolódnak egymáshoz. Sok ligetszépefajnál megfigyelhető, hogy a virág napnyugta után este vagy éjszaka nyílik, s rövid élete reggelig tart; ezeket a virágokat éjjeli lepkék porozzák meg. Más fajok virágai nappal is nyílnak, s így nappali lepkék, méhek és dongók is részt vesznek megporzásukban; ilyen önmegporzó ligetszépefajok honosodtak meg Európában, de csak az amerikai kontinensen élők között is előfordulnak napközben nyílók. Tokterméseik megnyúlt alakúak, négy kopáccsal nyílnak fel.
A ligetszépefajok egymástól való megkülönböztetésében testfelépítésüket, leveleik alakját, vacokcsövük szőrözöttségét és terméseik sajátosságait veszik leginkább figyelembe.

## Élőhelyük
A ligetszépefajok gyakran gyomtársulásokban fordulnak elő. Kedvelik az ember által megbolygatott talajú, száraz termőhelyeket, mint például a vasúti töltéseket, út menti rézsűket, felhagyott ipari területeket, szemétdombokat és más romtalajú (ruderális) helyeket, de megtalálhatók árterekben is.

## Felhasználásuk
Szép virágaik miatt egyes fajokat dísznövényként termesztenek: kertekben, sziklakertekben mutatósak. Általában télállók, teljes napfényt igényelnek, a talajok közül a laza, kavicsos, jó vízelvezetésűt kedvelik, a szárazságot jól tűrik. Szaporíthatók magról csakúgy, mint alapi dugványról, illetve a növény nyugalmi időszakában széles gyökereinek szétosztásával. Elszórt magjaik segítségével a termesztésből könnyen kivadulnak és elterjednek (azaz szubspontán növények). A ligetszépékre gyakran gyomnövényként tekintenek.
A 20. századtól kezdve rendszeresen felhasználják őket citológiai, genetikai, keresztezési kísérletekben és mutációkutatásban. Ez elsősorban Hugo de Vries, holland botanikus és genetikusnak köszönhető, aki az elsők között végzett ilyen kísérleteket velük. Azért alkalmasak ilyen kutatásokra, mert közöttük gyakoriak a komplex heterozigóta egyedek (azaz olyan példányok, melyekben ugyanazon gén két mutáns allélja fordul elő); ez leginkább a hibridizációval létrejött, gyakran önmegporzó ligetszépefajoknál ismert. De nemcsak könnyen mutálódnak, hanem az újonnan kialakult tulajdonságaik gyakran meg is őrződnek utódaikban, az új tulajdonságok megjelenése állandósul az utódok külsejében, vagyis könnyen képeznek új fajokat. Az új, hibrid ligetszépefajoknál ezt az állandósult új tulajdonságot egy genetikai rendellenesség, a kromoszómagyűrű-képződés okozza, mely megakadályozza, hogy a szülői (apai és anyai) tulajdonságok keveredve kerüljenek át az utódba, azaz a gyűrűkromoszómák meggátolják, hogy a szülői tulajdonságok esetleg később újra, önállóan megjelenhessenek a következő generációkban.
Egyes fajokat homeopátiás készítményekben is felhasználnak.

## Fajok
A nemzetségbe tartozó fajok jó része vitatott rendszertani helyzetű, amit jól mutat, hogy az alábbi listához felhasznált botanikai adatbázisok a nemzetséghez nem teljesen ugyanazokat a fajokat sorolják, illetve míg egyes adatbázisok egyes fajokat faj szinten, mások alfaj szinten, másik faj alá besorolva tárgyalnak. Egyes adatbázisok bizonyos Oenothera-fajokat más nemzetségbe sorolnak, míg más nemzetségbeli fajokat (pl. Gaura) a ligetszépék közé; ez is okozója az adatbázisok eltérésének. Az alábbi lista ennélfogva nem a teljességre törekszik, sőt, egyes felfogások szerint érvénytelen neveket is tartalmaz; amíg azonban nem egységes a fajfelfogás a nemzetségben, addig arra használható a lista, hogy a tudományos nevek jó része megtalálható benne: